# Démographie de la Guinée équatoriale
Cet article contient des statistiques sur la démographie de la Guinée équatoriale.

## Évolution de la population

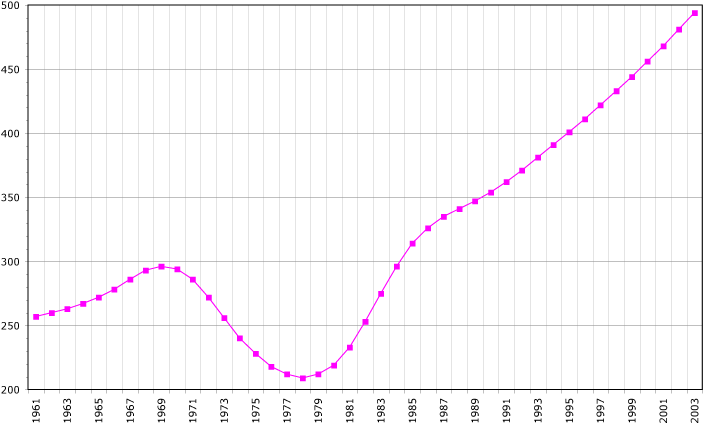
Évolution démographique

Durant la présidence du dictateur Francisco Macías Nguema, un tiers de la population meurt ou choisit l'exil (Cameroun, Gabon, Espagne et France).